# Contea di Pengxi
La contea di Pengxi (蓬溪县S, Péngxī XiànP) è una contea della Cina, situata nella provincia di Sichuan e amministrata dalla prefettura di Suining.